# Tim Knicky
Tim Knicky (né le 1er janvier 1988) est un joueur américain de football américain évoluant au poste de linebacker.
Knicky évolue avec les Stephen F. Austin Lumberjacks lors de ses années universitaire. Il n'est cependant pas drafté lors du draft de la NFL de 2010. Il signe d'abord avec les Packers de Green Bay, intégrant l'équipe réserve, comme agent libre mais il est libéré. Il tente sa chance avec les Jets de New York toujours avec l'équipe réserve mais il est libéré là aussi avant le début de la saison. Il signe avec les Bengals de Cincinnati et est une nouvelle fois mis dans l'équipe réserve ne jouant aucun match avec l'équipe professionnelle lors de la saison 2010. Il est libéré après la saison.